# Alexandros Svolos
Alexandros Svolos (griechisch Ἀλέξανδρος Σβώλος; * 1892 in Kruševo, heute in Nordmazedonien; † 22. Februar 1956 in Athen) war ein griechischer Rechtswissenschaftler, Politiker und Ministerpräsident der Gegenregierung während der Besetzung Griechenlands durch die deutsche Wehrmacht (1944).

## Studium und berufliche Laufbahn
Svolos, dessen Eltern aus der Walachei stammten, absolvierte ein Studium der Rechtswissenschaften in Istanbul (1911 bis 1912) und anschließend an der Nationalen und Kapodistrias-Universität Athen. 1915 erfolgte seine Promotion zum Doktor der Rechtswissenschaften mit einer Dissertation zum Gesellschaftsrecht.
Von 1917 bis 1920 war er Direktor der Abteilung für Arbeit und Sozialpolitik im Wirtschaftsministerium. In dieser Funktion war er Autor des wichtigen Gesetzes 2112/1920 (περί καταγγελίας συμβάσεως εργασίας), das das Internationale Abkommen über Arbeit von Washington, D.C. umsetzte und zugleich auch die Arbeit des Ministeriums in Fragen der Überprüfung von Arbeitsbestimmungen regelte. 1921 bis 1922 war er Generaldirektor in der Verwaltung von Bursa in Kleinasien. Anschließend arbeitete er im Auftrag des Hohen Kommissars in Smyrna.
1929 erfolgte seine Berufung zum Professor für Verfassungsrecht an der Nationalen und Kapodistrias-Universität. Dieses Amt behielt er bis zu seiner Entlassung wegen seiner linksgerichteten Einstellung 1946. Bereits 1935, 1936 und 1944 wurde er wegen seiner politischen Einstellung von seiner Lehrtätigkeit entbunden. Zwischen 1936 und 1940 wurde er während der Herrschaft von Diktator Ioannis Metaxas auf die Inseln Anafi, Milos, Naxos und später nach Chalkida auf der Insel Euböa verbannt.

## Politische Laufbahn

### Ministerpräsident der Bergregierung
Von 1941 bis 1943 war er Vorsitzender des Komitees der Makedonier und Thraker. In dieser Funktion verfasste er ein Memorandum an die deutsche Besatzungsmacht zum Schutz dieser Bevölkerungsgruppen.
Nach einigem Zögern übernahm er am 18. April 1944 das Amt des Vorsitzenden des Politischen Komitees der Nationalen Befreiung (Πολιτική Επιτροπή Εθνικής Απελευθέρωσης). Das PKNB war eine kommunistisch geprägte Gegenregierung zur Kollaborationsregierung unter Ioannis Rallis in Athen sowie der von den Alliierten anerkannten im Exil in Kairo befindlichen Regierung unter Emmanouil Tsouderos. Umgangssprachlich wurde die Regierung wegen ihrer Verstecke bzw. ihres Sitzes als Bergregierung (Κυβέρνηση του βουνού) bezeichnet. Allerdings nahm er bereits im Mai 1944 an einer Konferenz im Libanon teil, in der zusammen mit der Exilregierung die Bildung einer Regierung der Nationalen Einheit beschlossen wurde.
Nach der Auflösung der Bergregierung am 2. September 1944 war er bis zum 31. Dezember 1944 Finanzminister im Kabinett von Georgios Papandreou, der am 18. Oktober 1944 mit seinem Kabinett aus dem Exil in Kairo nach Athen zurückkehrte. Drei Tage vor dem Rücktritt von Papandreou am 3. Januar 1945 trat Svolos mit den Ministern seiner Nationalen Befreiungsfront (Εθνικό Απελευθερωτικό Μέτωπο)zurück.

### Nachkriegszeit
Zwischen 1945 und 1953 war Vorsitzender der Sozialistischen Partei (Σοσιαλιστικό Κόμμα). Nach deren Zusammenschluss mit der Demokratischen Partei (Δημοκρατικό Κόμμα) war von 1953 bis zu seinem Tode Gründer und dann Vorsitzender der Demokratischen Arbeiter- und Volkspartei (Κόμμα του Εργαζόμενου Λαού).
Am 5. März 1950 wurde er zum Abgeordneten der Nationalversammlung (Voulí ton Ellínon) gewählt. Dort vertrat er den Wahlkreis von Thessaloniki. Allerdings verlor er dieses Mandat bereits wieder bei den vorgezogenen Neuwahlen vom 8. November 1951 und auch bei den Wahlen vom 16. November 1952 gelang ihm nicht der Wiedereinzug in die Nationalversammlung. Erst bei der Parlamentswahl vom 19. Februar 1956 wurde er wieder zum Abgeordneten gewählt. Allerdings verstarb er bereits drei Tage nach der Wahl.

## Veröffentlichungen
Als anerkannter Rechtswissenschaftler veröffentlichte er mehrere Werke zu Verfassungsrecht:
- The right of syndicates of workers and the right of associations, Dissertation, Nationale und Kapodistrias-Universität Athen, 1915
- The obligatory expropriation to re-establishment of farmers, 1917
- The New Constitution and the bases of Regime, 1928
- Legislative decrees at authorisation of Parliaments, 1932
- The revision of Constitution, 1933
- Constitutional Right, 1934 and 1942
- For Macedonia and the Thrace, 1945
- Epitome of constitutional Right, 1945
- The Constitution of Greece, 1954

## Biografische Quellen und Hintergrundinformationen
- Evi Koukouraki: Von den griechischen Befreiungskriegen bis in die Gegenwart: Geschichte des jungen Griechenlands. 2003
- The Second World War 1940-1945. War, Occupation, Resistance, Liberation. Foundation of the Hellenic World
- Griechenland-Geschichte: Der Zweite Weltkrieg und der Bürgerkrieg (Memento vom 8. Februar 2009 im Internet Archive)
- Wahlergebnisse 1946–1956

| Personendaten    | Personendaten                                                       |
| ---------------- | ------------------------------------------------------------------- |
| NAME             | Svolos, Alexandros                                                  |
| ALTERNATIVNAMEN  | Σβώλος, Αλέξανδρος (griechisch)                                     |
| KURZBESCHREIBUNG | griechischer Rechtswissenschaftler, Politiker und Ministerpräsident |
| GEBURTSDATUM     | 1892                                                                |
| GEBURTSORT       | Kruševo, Mazedonien                                                 |
| STERBEDATUM      | 22. Februar 1956                                                    |
| STERBEORT        | Athen                                                               |